# کورتیس جونز
کورتیس جونز (انگلیسی: Curtis Jones؛ زادهٔ ۲۶ آوریل ۱۹۶۷) یک موسیقی‌دان اهل ایالات متحده آمریکا است. وی از سال ۱۹۹۱ میلادی تاکنون مشغول فعالیت بوده‌است. 